# Fernando Sor
Fernando Sor (født 13. februar 1778 i Barcelona, død 10. juli 1839 i Paris) var en spansk guitarist og komponist og blev af kritikeren Fétis kaldt guitarens Beethoven.
Han skrev over 600 kompositioner, der hører til det bedste der er skrevet for instrumentet.